# Ptycholobium biflorum
Ptycholobium biflorum là một loài thực vật có hoa trong họ Đậu. Loài này được (E.Mey.) Brummitt miêu tả khoa học đầu tiên.